# Rita Sargsyan
Rita Aleksandri Sargsyan (ou Rita Sarkissian, en arménien : Ռիտա Ալեքսանդրի Սարգսյան), née Rita Dadayan (Ռիտա Դադայան) le 6 mars 1962 à Stepanakert et morte le 20 novembre 2020 à Erevan, est une professeure de musique arméniene, plus connue pour avoir été l'épouse de Serge Sarkissian, président de la république d'Arménie (2008-2018).

## Biographie
Rita Dadayan est née dans une famille de militaires ; elle est professeur de musique de profession,.
En 1983, elle épouse son mari Serge. Ils ont ensemble deux filles, Anush et Satenik et quatre petits-enfants, Mariam, Rita, Ara et Serge,,.
Le 20 novembre 2020, elle meurt de la COVID-19 à l'âge de 58 ans. Le Premier ministre Nikol Pachinian présente ses condoléances à sa famille, notant qu'elle « menait de précieuses activités sociales et publiques visant à favoriser la vie culturelle dans le pays ». Le président Armen Sarkissian rend quant à lui une visite personnelle à Serge Sarkissian pour exprimer ses condoléances.